# Lijst van muziek over zelfmoord
In verscheidene muziekstukken speelt het thema zelfmoord een rol. De onderstaande lijst verzamelt de relevante muziekstukken en licht toe, hoe zelfmoord hierin een rol speelt.
- Gloomy Sunday, 1933, ook wel beter bekend als het Hongaarse zelfmoordlied
- Ode to Billie Joe, Bobbie Gentry, 1967, reacties op zelfmoord
- The Bridge, Dolly Parton, 1968, lied over iemand die, zwanger, van een brug springt uit liefdesverdriet
- Fire and Rain, James Taylor, 1970, reactie op zelfmoord van een vriendin en zijn eigen depressieve gevoelens
- De titelmuziek van de televisieserie M.A.S.H. uitgebracht in 1970 heeft de titel Suicide Is Painless.
- Vincent, Don McLean, 1971, lied sympathiseert met Vincent van Gogh als buitenstaander en zijn beslissing om zelfmoord te plegen
- Dress Rehearsal Rag, Leonard Cohen, 1971, over zelfdestructieve gevoelens
- De man die zelfmoord wilde plegen, Jasperina de Jong, 1973, over een man die worstelt met zijn geweten om tot zelfmoord over te gaan tegenover zijn geliefden en uiteindelijk op zijn oude dag een natuurlijke dood sterft.
- Zeven over twaalf op het album Vroeger of later van Robert Long uit 1974 gaat over een afscheidsbrief die geschreven is/wordt, voorafgaande aan zelfmoord.
- Emma van de Britse band Hot Chocolate uitgebracht in 1974 gaat over een man die zijn vrouw dood in bed vindt en haar afscheidsbrief leest.
- Someone Saved My Life Tonight, Elton John, 1975, lied over zelfmoordpoging van hem zelf.
- Suicide?, Barclay James Harvest, 1976, album Octoberon, slot bestaat uit iemand die van het dak springt.
- Oh, Candy, Cheap Tricks eerste single uit 1977, over een vriend die zelfmoord pleegde.
- Vaarwel Theo van Urbanus uit 1977 gaat op een kolderieke wijze over hulp bij zelfdoding.
- Can't Stand Losing You, The Police, 1978, lied over een jongen die zelfmoord pleegt nadat zijn geliefde hem verlaten heeft.
- The Electric Co., 1980, lied van U2 op het album Boy over een schoolvriend die een mislukte zelfmoordpoging deed en daarop elektroconvulsietherapie onderging.
- Don't Try Suicide, Queen, 1980, op het album The Game
- Suicide Solution van de (hardrock)zanger Ozzy Osbourne, door hem geschreven voor zijn album Blizzard of Ozz uit 1981, behandelt de omstandigheden van een wanhopig persoon die verslaafd is aan alcohol, waarbij hij feitelijk langzaam dood gaat. In het nummer komt de zinsnede Suicide is the only way out ("zelfmoord is de enige uitweg") voor. Op 26 oktober 1984 schoot een 19-jarige jongen zich dood, luisterend naar dit nummer. Zijn ouders hielden Osbourne verantwoordelijk. Er volgde een rechtszaak, waarin Osbourne aangaf dat de jongen de tekst van het nummer verkeerd geïnterpreteerd moet hebben. De rechter verklaarde in 1988 dat de zelfmoord een "niet te voorzien gevolg" was en verwierp de aanklacht. Later dat jaar werd een vergelijkbare aanklacht, betreffende een zelfmoord uit 1986, eveneens niet-ontvankelijk verklaard.[1]
- Fade to Black, Metallica, 1984.
- Asleep, the Smiths, 1985.
- Kill yourself, Stormtroopers of Death, (album: Speak English or Die) uit 1985. Kort en snel hardcorepunknummer, meer om te "shockeren", zoals andere nummers van het album.
- Niemand in de stad, De Dijk, 1987
- Vandaag, Het Goede Doel, 1989, over liefdesverdriet en zelfmoordgedachten
- Skin o' My Teeth, Megadeth, 1992, over zelfmoordpogingen
- Today, The Smashing Pumpkins, 1993, een lied over zelfmoordgedachten.
- Alles kwijt / Dit was je leven van Marco Borsato uit 1994 gaat over een geliefde die zelfmoord gepleegd heeft.
- Suicidal Thoughts, The Notorious B.I.G., 1994.
- I Hate Myself and Want to Die, Nirvana bracht in 1994, B-side van de single Pennyroyal Tea. Enige tijd later pleegde de leadzanger Kurt Cobain zelfmoord.
- Let me in, R.E.M., 1994, emotionele reactie op zelfmoord van vriend Kurt Corbain.
- Stay Another Day, East 17, 1994, over zelfmoord van broer van bandlid Tony Mortimer
- Suicide Note, Pantera, 1996, over verslaving en zelfmoordpoging
- Joining You, Alanis Morissette, 1998, lied waarom een vriend van Alanis zijn leven niet moet beëindigen over herinneringen en samen ervoor gaan
- Elizabeth on the Bathroom Floor, Eels, 1998, lied over zelfmoord van zijn zus.
- Stuck in a Moment You Can't Get Out Of, U2, 2000, lied geschreven over de zelfmoord van Bono's vriend Michael Hutchence.
- Standing still, Twarres, 2001, van het album Stream over iemand die een dierbare herdenkt die voor een trein is gesprongen.
- I want to die, Mortal Love, 2002, van het album All the Beauty, over iemand met extreem liefdesverdriet en verlangen naar de dood.
- Maybe California, Tori Amos, over een moeder die zelfmoord overweegt uit 2009
- That Year, Brandi Carlile, als nagedachtenis over zelfmoord van een vriend toen ze 16 was, 10 jaar geleden (2009)
- Flirted With You All My Life, Vic Chesnutt, over vorige pogingen en nog niet klaar is om te sterven (2009)
- Why, Rascal Flatts, vanuit het standpunt van een dierbare die iemand verliest aan zelfmoord (2009)
- Het rap-duo $uicideboy$ heeft vele nummers over zelfmoord, en een reeks singles genaamd Kill yourself pt.I t/m pt.XX.
- Harlem River Blues, Justin Townes Earle over het voornemen zich te verdrinken (2010); later gecoverd door Justins vader Steve Earle (2021)
- Far Away , Marsha Ambrosius, 2010, lied over emoties van waarom na een zelfmoord van vriend
- Agnes, Glass Animals, 2016, een lied over de zelfmoord van een goede vriend van de bandleden.[2]
- 1-800-273-8255 van Logic uit 2017 gaat over zelfmoordgedachten en dat er andere opties bestaan. Het nummer is het telefoonnummer van een Amerikaanse hulplijn.
- Suicide van Isaac Dunbar uit 2018 geschreven na zelfmoordpoging van een vriendin
- Before You Go van Lewis Capaldi uit 2019, over hartzeer door het verlies van zijn tante aan zelfmoord
- Everything I Wanted, Billie Eilish, 2019, over droom van Eilish over zelfmoord en eenzaamheid en de reactie van haar broer
- One Minute You're Here, Bruce Springsteen. 2020. Springsteen zingt over het overlijden van een vriend.
- L'enfer, Stromae, 2022, over zelfmoordgedachten, de eenzaamheid, de hel van deze gedachten